# Gudurica
Gudurica je je selo na jugu Banata u autonomnoj pokrajini Vojvodini, Srbija.

## Ime
Vršački povjesničar Felixa Milekera (1858. – 1942.), Gudurica se prvi put spominje u 15. stoljeću pod imenom Kutres. Zatim se spominje kao Kutrica, u 18. st. kao Guteric, u 19. stoljeću kao Kudric, 1894. godine kao Temeskutas, a današnje ime je dobila je 1922. godine. Jedni autori tvrde da je ime njemačkog podrijetla "guten Ritz", a drugi tvrde da je ime dobila po okolnim gudurama.

## Zemljopisni položaj
Nalazi se na 45°10'08" sjeverne zemljopisne širine i 21°26'21" istočne zemljopisne dužine, na spoju Karpata i vršačkog vinogorja, 15 km sjeveroistočno od Vršca.

## Upravna organizacija
Nalazi se u Južnobanatskom okrugu, u općini Vršac.

## Povijest
Selo je 1458. zabilježeno kao malo naselje sa slavenskim stanovništvom. Turci su iz ovih krajeva otišli 1719. nakon Požarevačkog mira. Austrijske su vlasti odmah naseljavale nove stanovnike. U Guduricu se doseljavaju vinogradari iz zapadne Njemačke, iz Lotaringije, doline rijeke Mozele, iz Porajnja, Triera i Mainza. Srbi su se preselili u Veliko Središte. Tako je već 1742. selo bilo čisto njemačko. Nove organizirane kolonizacije su uslijedile 1763. za vrijeme Marije Terezije i od 1780. do 1790. za Franje Josipa I. Krajem 18. st. je zabilježeno 768 katoličkih stanovnika. Potom je 1821. Gudurici dao povlastice kojima je selo steklo pravo održavati robni i stočni sajam svakog 1. svibnja i 16. listopada. Iste godine je zabilježeno 1067 stanovnika. 1854. Gudurica bilježi 1538 stanovnika. Krajem 19. st. Gudurica postaje općinom. Dobila je bilježnika, ljekarnu, brzojav. Nakon Prvog svjetskog rata je Gudurica postala područjem prekrajanja novih granica. Studenoga 1918. je u Kutricu je umarširala srpska vojska, a 1919. je pripojena torontalsko – tamiškoj županiji. Godine 1921. ima 2097 stanovnika, od čega je bilo 2013 Nijemaca, 53 Mađara, 15 Srba, 10 Rumunja, 5 Čeha i 1 "ostali". 1941. u selo ulaze njemačke postrojbe te postaje dijelom Banata pod njemačkom upravom. Godine 1944. su u selo ušle sovjetske snage. Tada dolazi do značajnije promjene etničke slike ovog sela koja se približno zadržala i danas. Nijemci koji su preostali su bili iz mješovitih brakova, a kolonizacijom Vojvodine 1945. – 1948. dolaze kolonisti iz svih bivših jugoslavenskih republika. U prvom valu su stigli Slovenci i Makedonci.  Za vrijeme te kolonizacije su u Vojvodinu naseljavani i dalmatinski Hrvati. Manji dio tih obitelji s područja kopnene Dalmacije i otoka je naseljen i u Guduricu.
Posljednji doseljenici bile su osobe koje su otišle iz Hrvatske, BiH i s Kosova.

## Stanovništvo
- 1948. 1474[2]
- 1953. 2024
- 1961. 2105
- 1971. 1560
- 1981. 1448
- 1991. 1338
- 2002. 1339

Etnička struktura po popisu 2002.:
- Srbi - 839 (66,21%)
- Makedonci - 133 (10,49%)
- Mađari - 44 (3,47%)
- Slovenci - 38 (2,99%)
- Jugoslaveni - 37 (2,92%)
- Romi u Vojvodini - 35 (2,76%)
- Rumunji - 31 (2,44%)
- Hrvati - 27 (2,13%)
- ostali